# Гондекур
Гондеку́р (фр. Gondecourt) — коммуна во Франции, регион О-де-Франс, департамент Нор, округ Лилль, кантон Фаш-Тюмениль. Расположена в 15 км к юго-западу от Лилля, в 6 км от автомагистрали А1 «Нор».
Население (2017) — 4 055 человек.

## Экономика
Структура занятости населения:
- сельское хозяйство — 1,3 %
- промышленность — 43,5 %
- строительство — 5,6 %
- торговля, транспорт и сфера услуг — 29,0 %
- государственные и муниципальные службы — 20,6 %

Уровень безработицы (2017) — 8,2 % (Франция в целом — 13,4 %, департамент Нор — 17,6 %). 

Среднегодовой доход на 1 человека, евро (2017) — 24 260 (Франция в целом — 21 110, департамент Нор — 19 490).

## Демография
Динамика численности населения, чел.

## Администрация
Пост мэра Гондекура с 2014 года занимает Режи Бюэ (Régis Bué). На муниципальных выборах 2020 года возглавляемый им центристский список одержал победу в 1-м туре, получив 65,42 % голосов.
| Период | Период | Фамилия            | Партия        | Примечания          |
| ------ | ------ | ------------------ | ------------- | ------------------- |
| 1959   | 1977   | Эдуар Монтень      | Разные правые | фармацевт           |
| 1977   | 1983   | Анри Роз           | Разные левые  |                     |
| 1983   | 1997   | Жозеф Деман        | Разные правые | профессор           |
| 1997   | 2008   | Мишель Демазьер    | Разные правые | профессор           |
| 2008   | 2014   | Жан-Пьер Фернандес | Разные левые  | работник IT-сектора |
| 2014   |        | Режи Бюэ           | Разные правые | инженер             |